# Gromphas dichroa
Gromphas dichroa är en skalbaggsart som beskrevs av Blanchard 1846. Gromphas dichroa ingår i släktet Gromphas och familjen bladhorningar. Inga underarter finns listade i Catalogue of Life.